# Achacy Rajski
Achacy Rajski (Rayski) herbu Kietlicz (zm. przed 17 sierpnia 1677 roku) – podsędek zatorsko-oświęcimski w 1652 roku, podstarości i sędzia grodzki oświęcimski w 1648 roku.
Był elektorem Jana II Kazimierza Wazy z województwa krakowskiego w 1648 roku.
Poseł na sejm 1653 roku z księstw oświęcimskiego i zatorskiego.